# Ishimoda Shō
Ishimoda Shō (japanisch 石母田 正, auch in der Lesung Ishimoda Tadashi; * 9. September 1912 in Sapporo, Hokkaidō; † 18. Januar 1986) war ein japanischer Historiker.

## Leben
Ishimoda wuchs in der Stadt Ishinomaki auf, in der sein Vater Bürgermeister war. Er studierte japanische Geschichte an der Kaiserlichen Universität Tokio und war danach zunächst Journalist für Asahi Shimbun. Später war er Professor an der Hōsei-Universität. Sein Bruder ist der Politiker und Gewerkschafter Ishimoda Tatsu.
Ishimoda befasste sich mit dem Übergang von Antike zu Mittelalter in Japan, zählte zur marxistischen Historikerschule und war selbst Mitglied der Kommunistischen Partei.
Sein erstes bedeutendes Werk war Gestaltwerdung der mittelalterlichen Welt (chūsei-teki sekai no keisei) von 1946 (das Buch war schon während des Zweiten Weltkriegs entstanden, ein erstes Manuskript verbrannte bei einem Bombenangriff), in dem er die Feudalisierung der japanischen Gesellschaft (Ausbildung eines lokalen Feudalsystems ryoshusei) in der Heian-Zeit durch die Ausbildung von Kriegerclans darstellte. Er gehörte in der Folge zu den meistdiskutierten Historikern der japanischen Nachkriegszeit. 1948 veröffentlichte er einen einflussreichen Aufsatz (Mura no Rekishi, Kōjō no Rekishi, Geschichte eines Dorfes, Geschichte einer Fabrik) in der marxistischen historischen Zeitschrift Rekishi Hyōron, in dem er dafür eintrat, dass Bürger ihre Geschichte selbst aufschrieben.
Seine Gesammelten Werke erschienen in 16 Bänden im Verlag Iwanami Shoten. Seine Privatbibliothek ist an der Hōsei-Universität.

## Schriften
- Gestaltwerdung der mittelalterlichen Welt (chūsei-teki sekai no keisei), 1946
- Rekishi to Minzoku no Hakken, Tokio 1952 (Entdecken von Geschichte und Nation, Aufsatzsammlung)